# America West Airlines
America West Airlines Inc. è stata una compagnia aerea statunitense attiva dal 1983 al 2007. La base d'armamento principale era l'aeroporto SkyHarbor di Phoenix, mentre la sede legale era a Tempe, entrambi in Arizona.
Nel 2005 la società ainiziò un processo di fusione con US Airways, divenuto effettivo il 27 settembre dello stesso anno, che ha portato alla graduale scomparsa dell'azienda nell'arco di tre anni.

## Storia

### Le origini

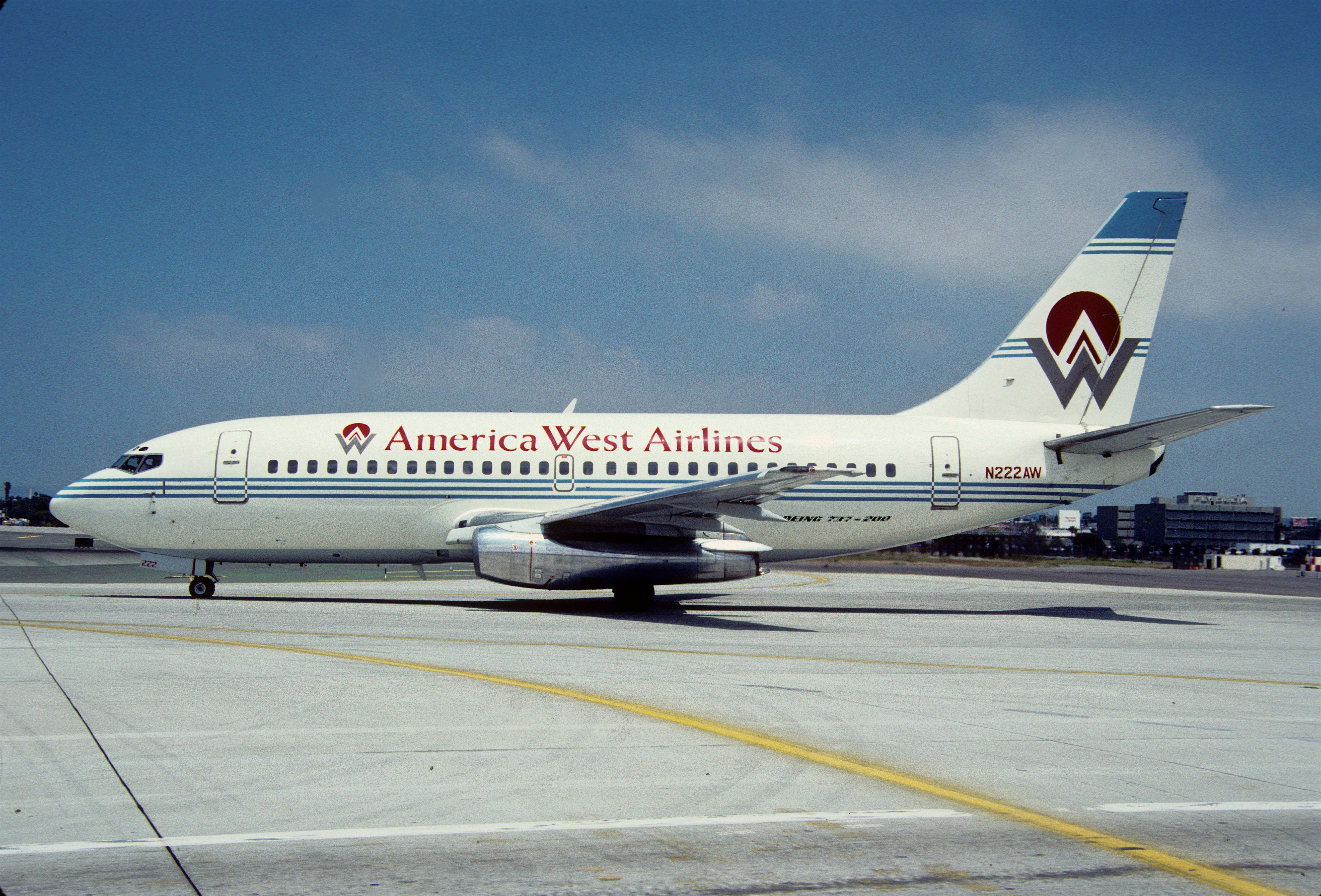
Un Boeing 737-200 nella prima livrea nel 1991.

America West Airlines fu fondata nel febbraio 1981, all'indomani dell'Airline Deregulation Act che rendeva possibile la libera concorrenza nell'aviazione civile degli Stati Uniti, e legalmente registrata il 4 settembre. Tra i fondatori c'era Ed Beauvais, che aveva e avrebbe poi ricoperto ruoli importanti in numerose altre aerolinee statunitensi, assieme al figlio Mark, a Don Neilson, e a Michael Roach.
America West iniziò le operazioni il 1º agosto 1983, con un volo da Kansas City a Phoenix. La flotta iniziale consisteva in tre Boeing 737-200 in leasing. La società si affermò immediatamente per la grande puntualità, registrando fin dai primi tempi ricavi superiori a molte aerolinee attive da tempo. Erano in atto alcune innovazioni ritenute molto avanzate per l'epoca quali l'utilizzo degli assistenti di cabina anche per le procedure precedenti e durante l'imbarco. I rapporti tra azienda e dipendenti erano considerati "eccellenti".
Già dopo un anno dall'inizio dei voli la flotta era cresciuta a 21 aerei. Per le operazioni verso località minori furono messi in servizio biturbina De Havilland Canada DHC-8-100. Inoltre furono affiancati vettori regionali quali Mesa Airlines, con il marchio America West Express. Alla fine del 1985 America West aprì una seconda base nell'aeroporto di Las Vegas. Fino al 1987 fu in vigore anche un accordo di code-sharing con Northwest Airlines.

### Collaborazioni regionali[5]
Al pari di altre aerolinee di simili o maggiori dimensioni la società stipulò accordi di code-sharing con alcuni vettori regionali per coordinare le reciproche attività nei maggiori scali e inserirli nel proprio sistema di prenotazione. La denominazione collettiva adottata fu "America West Express".
Il primo vettore fu Mesa Airlines, con sede nel Nuovo Messico, che aderì nell'ottobre 1992 e mantenne l'accordo fino alla sua prosecuzione con "USAir Express". Tale accordo influenzò probabilmente altre due aerolinee collegate allo stesso gruppo di imprese. Il secondo ad aderire fu, nel dicembre 1993, Superior Airlines con sede legale nel Wisconsin. Era una sussidiaria di Mesa e vi fu reintegrata nel corso del 2000. Significativa fu l'adesione di Desert Sun Airlines, di base a Phoenix e controllata dalla stessa finanziaria di Mesa, nel giugno 1995. Anche se durò di un solo anno (fu reintegrata nella capo-fila) permise di effettuare i primi collegamenti solo con bireattori del tipo Bombardier CRJ e Fokker 70.
Anche Mountain West Airlines, vettore fondato congiuntamente da Ed Beauvais e dal figlio Mark dopo che avevano entrambi dimissionato, aderì per un breve periodo, tra il 1995 e il 1996. Era alle dipendenze della stessa finanaziaria che controllava Mesa ed effettuava collegamenti con località sciistiche nelle Montagne Rocciose. Meno rilevante la presenza di altri tre vettori: per pochi mesi fino al 25 settembre 2007 Air Midwest con base a Wichita, nel Kansas, ma con una rete significativamente presente anche nell'Ovest della nazione. Infine Chutauqua Airlines e Freedom Airlines agli inizi degli anni 2000.

### Crisi e ristrutturazione

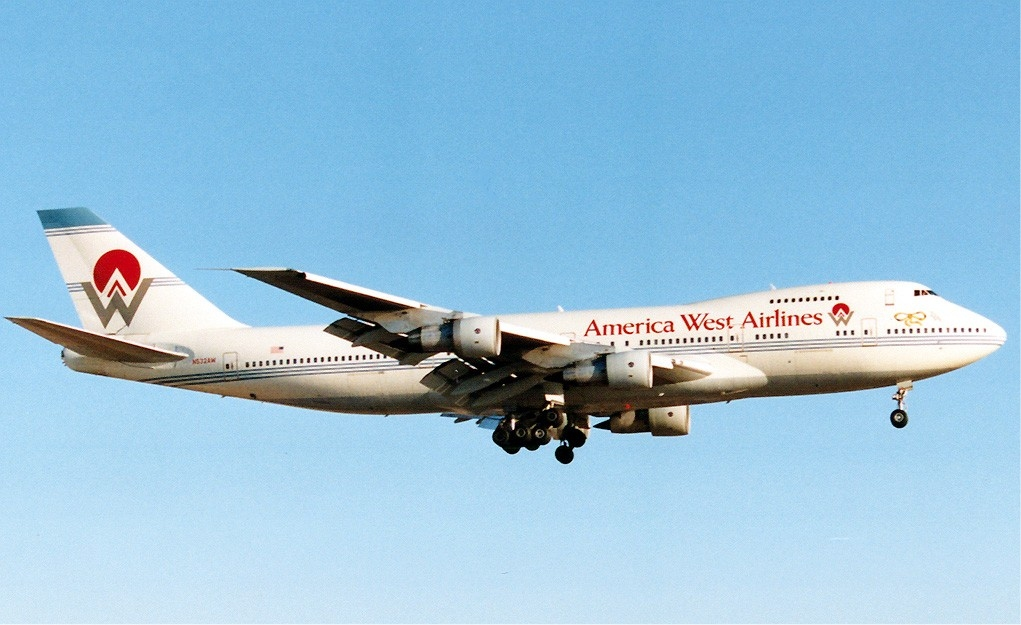
Uno dei Boeing 747-200 utilizzati per i collegamenti a lungo raggio.

Nel 1989 la consegna di Boeing 747 permise l'apertura di rotte per le Hawaii e, dopo due anni, per il Giappone. Ma, a causa della crescita troppo rapida, a partire dal 1986 America West iniziò a registrare forti perdite, aggravate dall'aumento del costo del carburante negli anni '90. Non servirono i tagli agli stipendi della dirigenza e il blocco dei dividendi. Per questo, nel 1991, fu avviato un processo di ristrutturazione e l'anno dopo una procedura fallimentare concordata.
Dopo tre anni, nel 1994, la compagnia uscì da tale situazione, annunciando anche modifiche al logo ed alla livrea. Inoltre introdusse novità nella rete di collegamenti, tra cui l'apertura di una terza base a Columbus. Fu anche intrapreso il rinnovo della flotta, sostituendo i Boeing 737-200 con Airbus A319 e A320. I cambiamenti non furono però sufficienti a invertire la tendenza negativa e la crisi che colpì l'aviazione statunitense dopo gli attentati del 2001 alle Torri Gemelle di New York compromise irrimediabilmente la situazione finanziaria.

### Fusione con US Airways

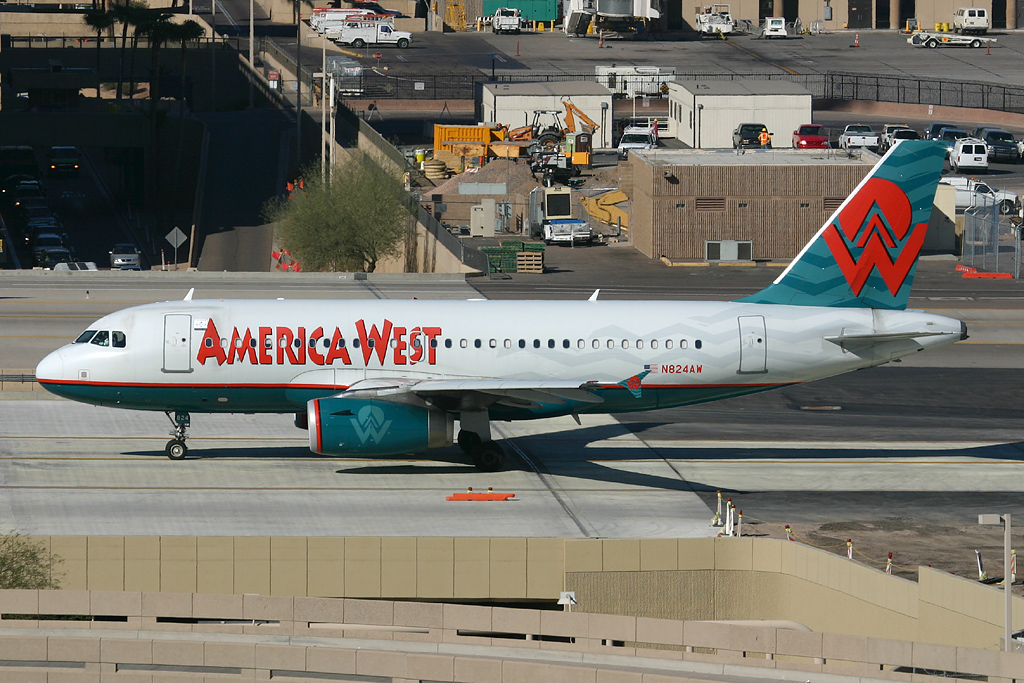
Un Airbus A319-100 con la livrea degli anni '90.

Nel 2005 iniziarono negoziati con US Airways, altra società in difficoltà economiche, per creare un'aerolinea più stabile e con maggiori possibilità di sopravvivenza. Il 27 settembre 2005 America West Holdings, la finanziaria di controllo, acquistò US Airways, iniziando l'integrazione tra le due aziende, un iter che sarebbe durato tre anni.
La nuova società mantenne nome, logo e livrea di US Airways, in quanto più conosciuti sul mercato, anche se gli aerei America West conservarono l'allestimento interno originale. Allo stesso modo, lounge e programma fedeltà di US Airways assorbirono quelli di America West. Di quest'ultima fu confermata in blocco la dirigenza oltre ai codici di volo e all'identificativo di chiamata "CACTUS".
I codici e gli ultimi elementi dell'identità di America West sono rimasti in uso fino al 2013, quando American Airlines acquistò US Airways. Da quel momento, la livrea America West Airlines è stata visibile solo su una sorta di aereo commemorativo, appartenente alla linea "Heritage" di American Airlines.

## Destinazioni

La rete dei collegamenti a fine anni '90.

Nel corso della sua storia, America West Airlines ha raggiunto 108 destinazioni tra Stati Uniti, Canada, Costa Rica e Messico, oltre a Nagoya in Giappone (abbandonata dopo pochi anni per lo scarso successo). I voli erano tutti effettuati dalla base di Phoenix-Sky Harbor o da quelle secondarie di Las Vegas e Columbus.

## Flotta

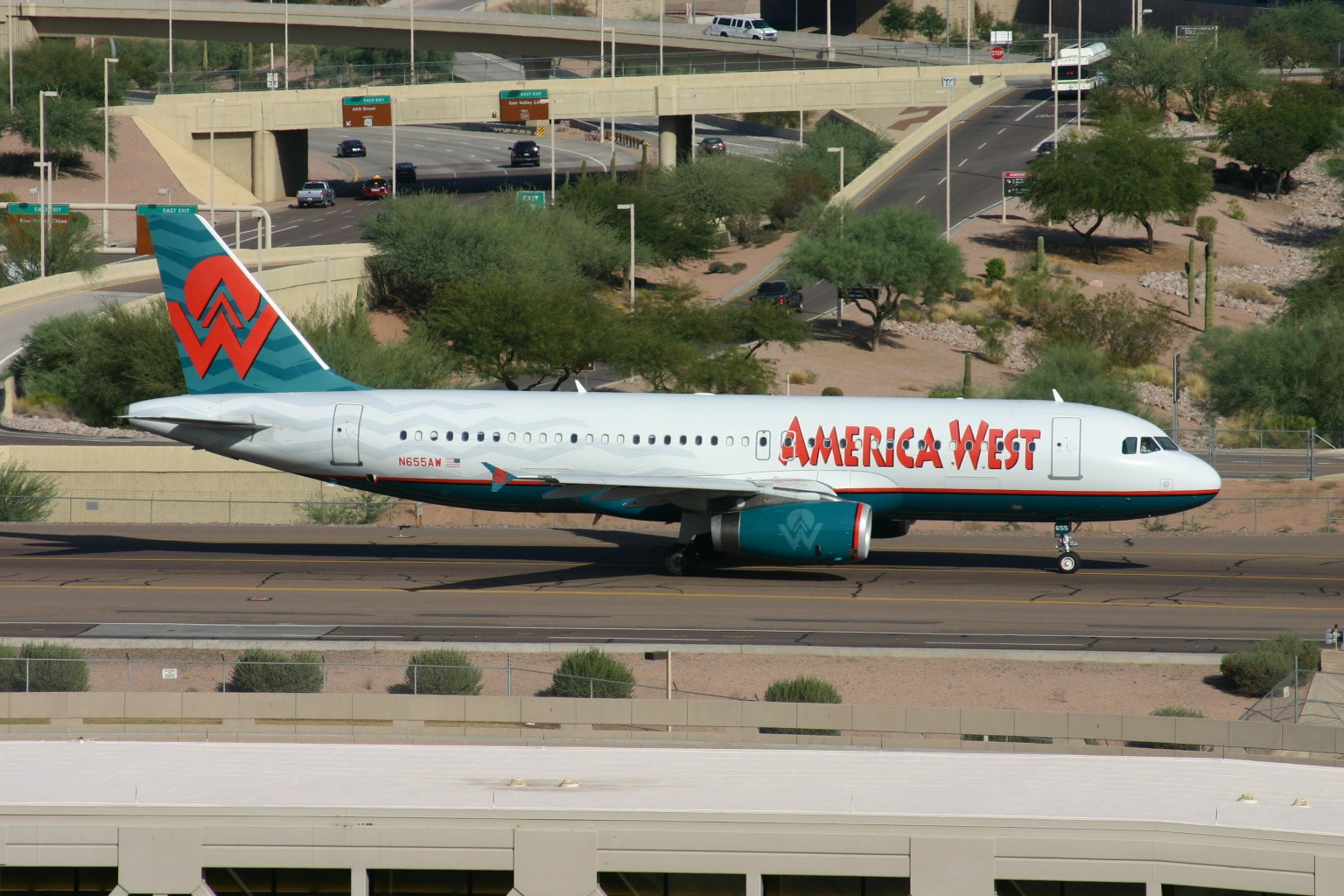
Un Airbus A320-200 in rullaggio.

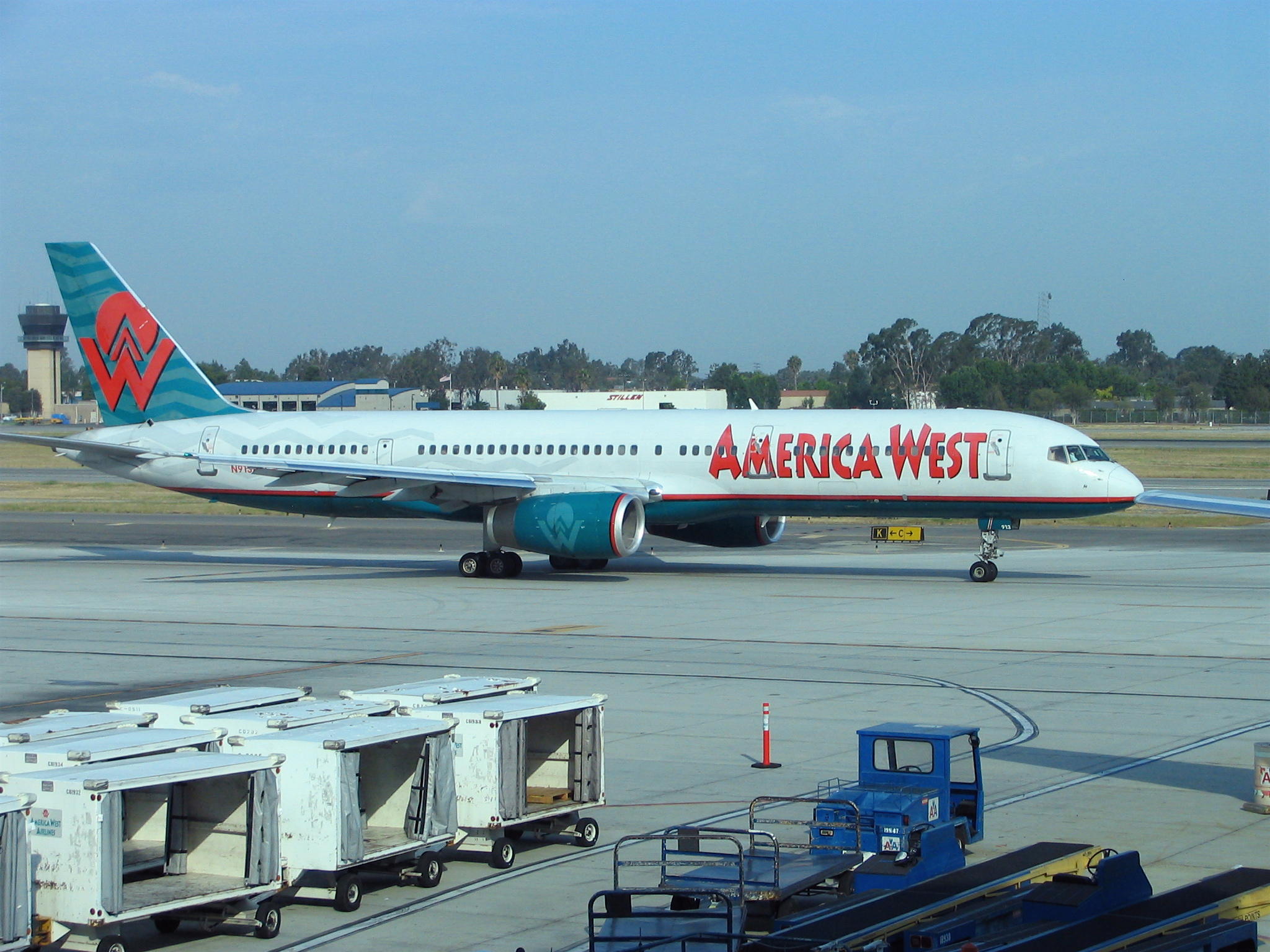
Uno dei Boeing 757-200 utilizzati dal 1985 per le tratte più frequentate.

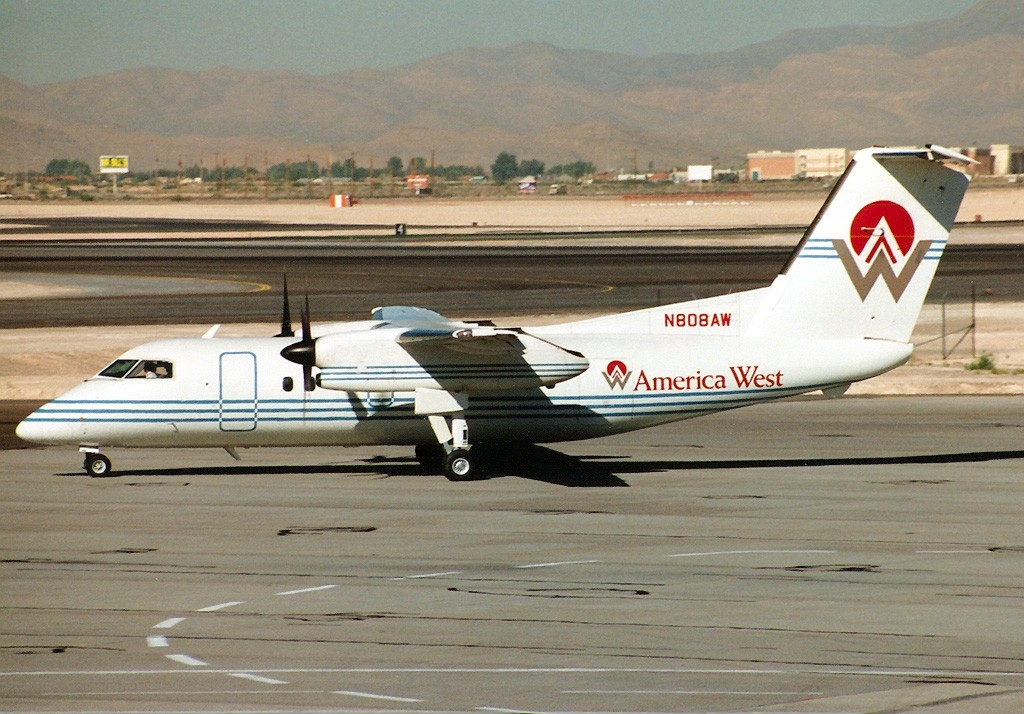
Uno De Havilland Canada DHC-8-100 utilizzati per i collegamenti minori.

### Flotta alla chiusura
Il 27 settembre 2005, al momento della fusione con US Airways, la flotta di America West Airlines era così composta:

### Flotta storica
Nel corso di quasi un quarto di secolo America West Airlines volò con i seguenti tipi di aerei:

## Incidenti
Nel corso degli anni, America West Airlines è stata protagonista di alcuni incidenti con feriti e danni agli aerei, ma senza vittime. Questi i più rilevanti:
- Il 30 dicembre 1989 il volo HP450, operato da un Boeing 737-200, durante l'atterraggio a Phoenix-Sky Harbor ebbe un principio di incendio a un carrello. Come conseguenza, si danneggiò l'impianto idraulico dei freni, facendo sì che l'aereo non riuscisse a arrestarsi prima della fine della pista e finendo contro una struttura in cemento. Tra i passeggeri furono riscontrate solo lievi ferite, ma il bireattore fu radiato per i danni riportati.[11]
- Il 16 gennaio 1990 il volo America West 727, in quota tra Las Vegas e Houston, fu vittima di un dirottamento. Un uomo ordinò all'equipaggio di atterrare ad Austin per fare rifornimento e, successivamente, ripartire per Cuba ma, durante lo scalo fuori programma in Texas, le forze di polizia fecero irruzione arrestando il dirottatore.[12]
- Il 28 agosto 2002, un Airbus A320-200 che operava il volo HP794, dopo l'atterraggio allo Sky Harbor uscì di pista e si fermò contro un terreno a lato. La causa fu attribuita a un errore del pilota: l'aereo stava operando con l'inversore numero 1 disattivato, ma il pilota anziché lasciare la manetta in posizione neutra come da procedura, dimenticò il motore in spinta, causando una rotazione laterale e l'uscita di pista (in una dinamica che si ripeterà uguale in altri casi, come il più famoso Volo TAM 3054). Non ci furono feriti ma l'aereo riportò danni valutati irreparabili.[13]